# Weathering
Albums de Last Train
Fragile
(2016) The Big Picture
(2019)
Weathering est le 1er album du groupe Last Train sorti en 2017.

## Titres
Toutes les chansons sont écrites et composées par Antoine Baschung, Timothee Gerard, Julien Peultier et Jean-Noël Scherrer, sauf indication contraire.
| No  | Titre                | Auteur             | Durée |
| --- | -------------------- | ------------------ | ----- |
| 1.  | Dropped by the Doves |                    | 02:54 |
| 2.  | Never Seen the Light |                    | 02:40 |
| 3.  | Jane                 |                    | 07:58 |
| 4.  | Between Wounds       |                    | 03:47 |
| 5.  | Golden Songs         |                    | 03:38 |
| 6.  | Fire                 | Jean-Noël Scherrer | 06:35 |
| 7.  | Way Out              |                    | 03:58 |
| 8.  | House on the Moon    |                    | 05:08 |
| 9.  | Sunday Morning Son   |                    | 03:48 |
| 10. | Time                 |                    | 05:51 |
| 11. | Cold Fever           |                    | 03:30 |
| 12. | Weathering           |                    | 04:15 |

## Classements
| Pays          | Positions |
| ------------- | --------- |
| France (SNEP) | 66        |